# Posição litotômica

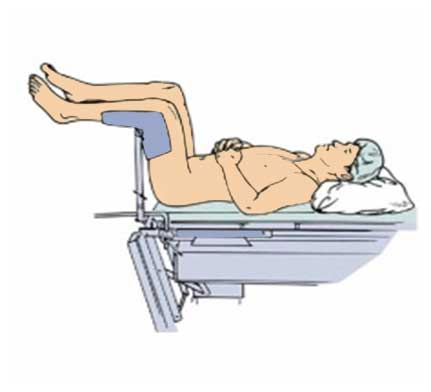
Exemplificação da posição litotômica

A posição litotômica é uma posição corporal comum em procedimentos cirúrgicos e examinações que envolvem a região pélvica e na região inferior do abdome, bem como durante o parto em nações ocidentais. A posição envolve a disposição dos pés do paciente acima ou no mesmo nível que os quadris, com o períneo posicionado à beira da maca de examinação. Foram encontradas referências à posição em alguns dos mais antigos documentos médicos conhecidos, incluindo versões do juramento de Hipócrates; a posição é nomeada após o antigo procedimento cirúrgico de remoção de pedras nos rins e bexigas através do períneo. A posição talvez seja mais reconhecível como a posição mais comum durante o parto: o paciente é deitado de costas com os joelhos dobrados, posicionados acima dos quadris e separados por estribos.
A posição é frequentemente usada e tem benefícios óbvios sob uma perspectiva médica. Notavelmente, a posição oferece um bom acesso visual e físico à região perineal. A posição é, ainda, usada em procedimentos que variam de simples exames pélvicos a cirurgia e demais procedimentos, incluindo aqueles que envolvem os órgãos reprodutivos, urologia e sistemas gastrointestinais. Novas observações e descobertas científicas, combinadas com uma maior sensibilidade às necessidades de cada paciente, aumentaram a consciência dos riscos físicos e psicológicos que a posição pode representar para cirurgias prolongadas, exames ´pélvicos e, principalmente, parto.

## Uso em cirurgias prolongadas
Alguns estúdios apontam uma relação significativa entre procedimentos cirúrgicos prolongados com o paciente na posição litotômica e uma complicação circulatória conhecida como síndrome compartimental. A lesão do nervo por pressão também é possível, pois os nervos femural e peroneal estão em risco.

## Uso durante o parto
Uma análise da Colaboração Cochrane descobriu que a posição litotômica pode não ser a posição ideal para o nascimento da criança, observando que, embora facilite o cuidado dos médicos ao colocar o paciente em uma posição de fácil acesso, muitas vezes é mais difícil para as mães quando o uso da posição pode estreitar o canal do parto em até um terço. Em vez da posição de litotomia, a organização recomendou que as mães fossem informadas sobre a posição de parto mais confortável para elas.

## Uso para exames pélvicos
Os pacientes já relataram a sensação de perda de controle e o amento da sensação de vulnerabilidade quando examinados na posição de litotomia, já que não podem ver a área sendo investigada. Outras posições igualmente eficazes foram sugeridas para exames em pacientes conscientes.